# Saze
Saze é uma comuna francesa na região administrativa de Occitânia, no departamento de Gard. 
Estende-se por uma área de 12,6 km². Em 2010 a comuna tinha 2 089 habitantes (densidade: 165,8 hab./km²).